# テトラドラクマ (競走馬)
テトラドラクマ（Tetradrachm）は、日本の競走馬。主な勝ち鞍は2018年のクイーンカップ(GIII)。馬名の意味は「古代ギリシャの銀貨の名称。母名からの連想」。

## 戦績

### デビュー前
2015年2月16日、北海道安平町のノーザンファームで誕生。共有馬主システム「社台グループオーナーズ」から「リビングプルーフの15」として総額1,400万円（1口140万円×10口）で募集され、過去にショウナンパンドラなどを育成したノーザンファーム空港牧場のC-6厩舎で育成された。

### 2歳（2017年）
美浦・小西一男厩舎に入厩。7月22日に福島競馬場の新馬戦(芝1200)でデビュー。1番人気に支持されるが、出遅れが響き9着に敗れた。距離をマイルに伸ばした未勝利戦では最後にプリモシーンに競り落とされて2着となったが、3着馬には5馬身の差をつけた。3戦目は単勝1.3倍の断然人気に推され、2着に5馬身差をつける圧勝で初勝利を挙げた。勝ち時計も1分33秒9と高水準だった。

### 3歳（2018年）
フェアリーステークス(GIII)では未勝利戦で敗れたプリモシーンを抑えて1番人気に推されたが、最初のコーナーで他馬と接触し、ペースが落ち着いたところで捲くられるなど流れに乗れず、6着に敗れた。次戦のクイーンカップ(GIII)では積極的に先手を奪い、後続の追撃を封じて重賞初制覇を飾った。1000m通過57秒8という速いペースで押し切る強い競馬、小西師も「普通ならバテるペースでしょう」と舌を巻いた。しかし、レース後に疲れが出たため、桜花賞(GI)は回避することになった。
NHKマイルカップ(GI)は牡馬相手ながら3番人気に推される。しかし、前走のような粘りは発揮できず、14着に沈んだ。約半年間の休養を経てオーロカップ(OP)で復帰したが、11着だった。

### 4歳（2019年） - 5歳（2020年）
明け4歳となった2019年は東京新聞杯から始動したが、直線で失速して12着に終わった。休養を挟み、谷川岳ステークスで復帰して5着。次走のパラダイスステークスでは2番人気に推されたが10着と大敗を喫した。しかし11月に行われたオーロカップで復活勝利を挙げた。その後休養に入ったが、2020年1月10日、放牧先の福島県・ノーザンファーム天栄でトレッドミルでの運動終了後に急に暴れ、機械に背中を強打し起立不能となり、頸椎骨折のため予後不良の診断で安楽死処分となった。

## 競走成績
以下の内容は、netkeiba.comの情報に基づく。
| 競走日     | 競馬場 | 競走名      | 格   | 距離（馬場）  | 頭 数 | 枠 番 | 馬 番 | オッズ （人気） | 着順 | タイム （上がり3F） | 着差 | 騎手        | 斤量 [kg] | 1着馬（2着馬）       | 馬体重 [kg] |
| ---------- | ------ | ----------- | ---- | ------------- | ----- | ----- | ----- | --------------- | ---- | ------------------- | ---- | ----------- | --------- | -------------------- | ----------- |
| 2017.07.22 | 福島   | 2歳新馬     |      | 芝1200m（良） | 16    | 1     | 2     | 004.60（1人）   | 09着 | R1:12.6（36.0）     | -1.6 | 0内田博幸   | 54        | ラインギャラント     | 468         |
| 0000.10.09 | 東京   | 2歳未勝利   |      | 芝1600m（良） | 13    | 6     | 9     | 018.20（6人）   | 02着 | R1:34.2（34.0）     | -0.0 | 0石橋脩     | 54        | プリモシーン         | 468         |
| 0000.11.19 | 東京   | 2歳未勝利   |      | 芝1600m（良） | 18    | 6     | 12    | 001.30（1人）   | 01着 | R1:33.9（34.6）     | -0.8 | 0戸崎圭太   | 54        | （ジョブックコメン） | 468         |
| 2018.01.07 | 中山   | フェアリーS | GIII | 芝1600m（良） | 16    | 8     | 16    | 003.60（1人）   | 06着 | R1.35.1（35.2）     | -0.5 | 0石橋脩     | 54        | プリモシーン         | 468         |
| 0000.02.12 | 東京   | クイーンC   | GIII | 芝1600m（良） | 16    | 3     | 6     | 005.60（3人）   | 01着 | R1:33.7（35.9）     | -0.1 | 0田辺裕信   | 54        | （フィニフティ）     | 462         |
| 0000.05.06 | 東京   | NHKマイルC  | GI   | 芝1600m（良） | 18    | 2     | 3     | 007.50（3人）   | 14着 | R1:33.9（35.9）     | -1.5 | 0田辺裕信   | 55        | ケイアイノーテック   | 458         |
| 0000.11.11 | 東京   | オーロC     | OP   | 芝1400m（良） | 16    | 3     | 6     | 006.00（4人）   | 06着 | R1:20.7（33.8）     | -0.5 | 0石川裕紀人 | 53        | ロワアブソリュー     | 476         |
| 2019.02.03 | 東京   | 東京新聞杯  | GIII | 芝1600m（良） | 15    | 2     | 3     | 029.90（7人）   | 12着 | R1:32.7（34.9）     | -0.8 | 0田辺裕信   | 54        | インディチャンプ     | 476         |
| 0000.05.05 | 新潟   | 谷川岳S     | L    | 芝1600m（良） | 16    | 4     | 7     | 009.00（3人）   | 05着 | R1.32.5（33.2）     | -0.2 | 0丸山元気   | 54        | ハーレムライン       | 474         |
| 0000.06.23 | 東京   | パラダイスS | L    | 芝1400m（稍） | 13    | 1     | 1     | 006.40（2人）   | 10着 | R1.22.0（34.1）     | -0.7 | 0津村明秀   | 54        | ショウナンライズ     | 466         |
| 0000.11.10 | 東京   | オーロC     | L    | 芝1400m（良） | 18    | 3     | 5     | 021.50（8人）   | 01着 | R1:20.1（33.6）     | -0.0 | 0北村宏司   | 54        | プールヴィル         | 476         |

## 血統表
| テトラドラクマの血統          | テトラドラクマの血統                              | テトラドラクマの血統                              | （血統表の出典）                                  | （血統表の出典）  |
| 父系                          | キングマンボ系                                    | キングマンボ系                                    | キングマンボ系                                    | [ § 2 ]           |
| 父 ルーラーシップ 2007 鹿毛   | 父の父キングカメハメハ 2001 鹿毛                  | Kingmambo                                         | Mr. Prospector                                    | Mr. Prospector    |
| 父 ルーラーシップ 2007 鹿毛   | 父の父キングカメハメハ 2001 鹿毛                  | Kingmambo                                         | Miesque                                           |                   |
| 父 ルーラーシップ 2007 鹿毛   | 父の父キングカメハメハ 2001 鹿毛                  | *マンファス                                       | *ラストタイクーン                                 | *ラストタイクーン |
| 父 ルーラーシップ 2007 鹿毛   | 父の父キングカメハメハ 2001 鹿毛                  | *マンファス                                       | Pilot Bird                                        |                   |
| 父 ルーラーシップ 2007 鹿毛   | 父の母エアグルーヴ 1993 鹿毛                      | *トニービン                                       | *カンパラ                                         | *カンパラ         |
| 父 ルーラーシップ 2007 鹿毛   | 父の母エアグルーヴ 1993 鹿毛                      | *トニービン                                       | Severn Bridge                                     |                   |
| 父 ルーラーシップ 2007 鹿毛   | 父の母エアグルーヴ 1993 鹿毛                      | ダイナカール                                      | *ノーザンテースト                                 | *ノーザンテースト |
| 父 ルーラーシップ 2007 鹿毛   | 父の母エアグルーヴ 1993 鹿毛                      | ダイナカール                                      | シャダイフェザー                                  |                   |
| 母 リビングプルーフ 2007 鹿毛 | 母の父*ファルブラヴ Falbrav 1998 鹿毛             | Fairy King                                        | Northern Dancer                                   | Northern Dancer   |
| 母 リビングプルーフ 2007 鹿毛 | 母の父*ファルブラヴ Falbrav 1998 鹿毛             | Fairy King                                        | Fairy Bridge                                      |                   |
| 母 リビングプルーフ 2007 鹿毛 | 母の父*ファルブラヴ Falbrav 1998 鹿毛             | Gift of the Night                                 | Slewpy                                            | Slewpy            |
| 母 リビングプルーフ 2007 鹿毛 | 母の父*ファルブラヴ Falbrav 1998 鹿毛             | Gift of the Night                                 | Little Nana                                       |                   |
| 母 リビングプルーフ 2007 鹿毛 | 母の母プルーフオブラヴ 2000 鹿毛                  | *サンデーサイレンス                               | Halo                                              | Halo              |
| 母 リビングプルーフ 2007 鹿毛 | 母の母プルーフオブラヴ 2000 鹿毛                  | *サンデーサイレンス                               | Wishing Well                                      |                   |
| 母 リビングプルーフ 2007 鹿毛 | 母の母プルーフオブラヴ 2000 鹿毛                  | *ページプルーフ                                   | Seattle Slew                                      | Seattle Slew      |
| 母 リビングプルーフ 2007 鹿毛 | 母の母プルーフオブラヴ 2000 鹿毛                  | *ページプルーフ                                   | *バーブスボールド                                 |                   |
| 母系(F-No.)                   | 17号族(FN:17-b)                                   | 17号族(FN:17-b)                                   | 17号族(FN:17-b)                                   | [ § 3 ]           |
| 5代内の近親交配               | Seattle Slew5×4＝9.38%、Northern Dancer5×4＝9.38% | Seattle Slew5×4＝9.38%、Northern Dancer5×4＝9.38% | Seattle Slew5×4＝9.38%、Northern Dancer5×4＝9.38% | [ § 4 ]           |
| 出典                          | 1. 2. 3. 4.                                       | 1. 2. 3. 4.                                       | 1. 2. 3. 4.                                       | 1. 2. 3. 4.       |

- 母リビングプルーフは中央で3勝。近親にシーキングザパール、シーキングザダイヤ母子がいる[12]。
- そのほかの近親はグーフド#主なファミリーラインを参照。